# Henschel EA 500
A Henschel EA 500 sorozat egy kéttengelyes, dízel-hidraulikus erőátvitelű, Bo tengelyelrendezésű, 15 kV, 16,7 Hz AC áramrendszerű villamosmozdony-sorozat volt. A Henschel gyártotta 1972-1997 között, összesen 2 db készült belőle. Az elsőt 1972-ben, a másodikat 1997-ben selejtezték.